# Bacopa gracilis
Bacopa gracilis là một loài thực vật có hoa trong họ Mã đề. Loài này được (Benth.) Loefgr. & Edwall mô tả khoa học đầu tiên năm 1897.